# Скорпион (зодия)
Вижте пояснителната страница за други значения на Скорпион.
Скорпион (на латински: Scorpius) е осмият от дванадесетте зодиакални знаци в астрологията, свързан с едноименното съзвездие – Скорпион. Съответства на диапазона от 210 до 240°, отчетени по еклиптиката (окръжността на знаците в Зодиака) от точката на пролетното равноденствие (еклиптична небесна координатна система).
Според тропическия зодиак, който най-често използва западната астрология, слънцето преминава през знака Скорпион от около 23 октомври до около 22 ноември, в зависимост от конкретната година. По сидеричния зодиак, най-често използван от индуската астрология, слънцето е в Скорпион през периода от около 16 ноември до около 15 декември.